# Berufsbildende mittlere Schule
Die Berufsbildende mittlere Schule (BMS) ist im Bildungssystem in Österreich ein Schultyp, der neben der Allgemeinbildung eine Ausbildung für bestimmte Berufsfelder vermitteln. Es handelt sich um Fachschulen, mit der Sonderform der Handelsschule. Fachschulen sind eigenständig oder an höhere Schulen als Abteilung angeschlossen.
Die Schuldauer beträgt je nach Fachrichtung ein bis vier Jahre. Maximal zweijährige berufsbildende mittlere Schulen vermitteln eine teilweise, mindestens dreijährige BMS mit Abschlussprüfung eine vollständige Berufsausbildung.
Für die meisten Fachrichtungen berufsbildender mittlerer Schulen gibt es im Anschluss die Möglichkeit, einen dreijährigen Aufbaulehrgang zu besuchen. Dieser schließt mit der Reifeprüfung ab – man erwirbt also die allgemeine Hochschulreife.

## Typen
Die wichtigsten Formen berufsbildender mittlerer Schulen sind:
- Handelsschule (dreijährig)
- Fachschulen (im engeren Sinne)
  - Fachschule für technische Berufe (drei- oder vierjährig)
  - Fachschule für wirtschaftliche Berufe (dreijährig)
  - Wirtschaftsfachschule (ein- oder zweijährig)
  - Fachschule für Mode (und Bekleidungstechnik, dreijährig)
  - Gastgewerbefachschule (dreijährig)
  - Hotelfachschule (dreijährig)
  - Tourismusfachschule (dreijährig)
  - Schulen für Sozialberufe (dreijährige Fachschule für Sozialberufe, zweijährige Schule für Sozialdienste. Schulen für Sozialbetreuungsberufe erst ab 17/19)
  - Schule für Gesundheits- und Krankenpflege (erst ab 16/17)
  - Krankenpflegeschule (erstes Ausbildungsjahr)
  - Hauswirtschaftsschule (zweijährig)
  - Haushaltungsschule (einjährig)
  - Land- und forstwirtschaftliche Fachschulen (unterschiedliche Ausbildungsdauer)
- Meisterschulen (postsekundare Schulen und Kurse)

## Aufnahmebedingungen
Voraussetzung für die Aufnahme in eine mindestens dreijährige berufsbildende mittlere Schule ist der positive Abschluss der 8. Schulstufe. Zusätzlich ist in der Hauptschule der positive Abschluss der leistungsdifferenzierten Pflichtgegenstände (in der Regel Deutsch, Mathematik, Englisch) in der ersten oder zweiten Leistungsgruppe erforderlich.
Andernfalls ist eine Aufnahmeprüfung abzulegen, die dann entfällt, wenn ein positives Abschlusszeugnis der Polytechnischen Schule in der 9. Schulstufe oder der 1. Klasse einer berufsbildenden mittleren Schule vorliegt. Nach der Polytechnischen Schule ist auch der Einstieg in die 2. Klasse einer berufsbildenden mittleren Schule möglich, wenn dort der einschlägige Fachbereich belegt wurde.
Zusätzlich können an einzelnen Schulen (z. B. kunstgewerbliche Fachschulen) Eignungsprüfungen verlangt werden. Insbesondere bei Sonderformen kann ein höheres Mindestalter, eine abgeschlossene Berufsausbildung oder der Abschluss einer mittleren oder höheren Schule vorausgesetzt werden.
Schulen für Gesundheits- und Krankenpflege (GuK) können erst ab dem 17. Lebensjahr besucht werden, da diese Schulen in einer dualen Ausbildungsform geführt werden (Theorie und Praxis) und der Gesetzgeber die Arbeit am Krankenbett erst ab dem 17. Lebensjahr erlaubt.

## Abschlussprüfung
Berufsbildende mittlere Schulen (drei- bis vierjährige Fachschulen) schließen mit einer Abschlussprüfung (Berufsabschluss bzw. Facharbeiterbrief) ab und führen zu beruflichen Qualifikationen, die zur unmittelbaren Ausübung von einschlägigen beruflichen Tätigkeiten befähigen und den Zugang zu reglementierten Berufen eröffnen. Nach zweijähriger Berufspraxis ist auch die Gewerbeberechtigungsprüfung möglich.

## Berechtigungen
Die Berechtigungen sind, je nach Schulart und Ausbildungsdauer, meistens von folgender Art:
- Absolventen einer mindestens dreijährigen berufsbildenden mittleren Schule sind Absolventen einer einschlägigen Lehre gleichgestellt.
- Zusätzlich haben sie die Berechtigungen aufgrund der Gewerbeordnung, insbesondere das Erbringen gewisser Voraussetzungen für den Befähigungsnachweis für bestimmte Gewerbe.
- Gleichzeitig entfällt für die Absolventen dieser Schulen die Unternehmerprüfung.

Weiterbildung:
- Berechtigung zur Ablegung der Meisterprüfung nach Absolvierung einer mindestens dreijährigen schulischen Ausbildung und einer anschließenden mindestens zweijährigen einschlägigen Berufspraxis.
- Nach dem positiven Abschluss einer mindestens dreijährigen berufsbildenden mittleren Schule besteht die Möglichkeit, die Berufsreifeprüfung abzulegen.
- Die Möglichkeit zum Besuch einer Fachhochschule nach Besuch eines Vorbereitungslehrganges.
- Die Berechtigung zum Besuch eines Aufbaulehrgangs zur allgemeinen Matura nach Abschluss einer mindestens dreijährigen berufsbildenden mittleren Schule, gleicher oder verwandter Fachrichtung.

Außerdem gilt:
- Nach der ersten Klasse der mittleren Schule besteht die Möglichkeit zum Übertritt in die 2. Klasse der entsprechenden höheren Schule, gegebenenfalls nach Ablegung einzelner Ergänzungsprüfungen.
- In vielen Fällen besteht die Möglichkeit der Teilanrechnung von Ausbildungszeiten beim Eintritt in Lehrberufe (gilt auch für Absolventen von zweijährigen berufsbildenden Schulen und Schulabbrecher).